# Calcáneo
El calcáneo (del latín calcaneus o calcaneum) es uno de los siete huesos del pie o tarso, corto, asimétrico e irregular. Ha tomado su nombre de calcare (‘pisar’), por ser el hueso que forma el talón. Su diámetro antero-posterior es el mayor. Consta de seis caras o lados: superior e inferior, laterales y anterior y posterior. Este hueso constituye el talón del pie.
Se encuentra en la fila posterior, dirigida de posterior hacia anterior junto al astrágalo y escafoides. Se articula con el astrágalo por craneal y con el cuboides por anterior. Constituye el primer punto de apoyo del pie durante la marcha, situándose en una de las zonas peor irrigadas del cuerpo y protegido por la almohadilla plantar de tejido adiposo o grasa plantar formada por columnas de tejido adiposo separadas por tabiques de tejido fibroso, la recubre plantarmente la aponeurosis plantar o fascia, esta grasa plantar tiene función amortiguadora, la cual está implicada en diversas enfermedades, como la fascitis o el espolón calcáneo.
La posición del calcáneo en relación con el astrágalo (articulación subastragalina) y al suelo determinan la posición de retropié (parte posterior del pie formada por el astrágalo y el calcáneo) en varo, en valgo o neutra. Los retropiés varos y sobre todo, los retropiés valgos, son responsables de distintas enfermedades del aparato locomotor y contribuyen a que aparezcan alteraciones de la marcha normal fisiológica, con consecuencias clínicas importantes (dolor, sobrecargas, aplanamiento, fatiga muscular, juanetes, etc.) tanto a nivel de pie como a nivel del miembro inferior. De todo esto se deriva que su posicionamiento espacial es muy importante para contribuir a una marcha correcta y a la salud del resto del conjunto articular del pie.

## Estructura

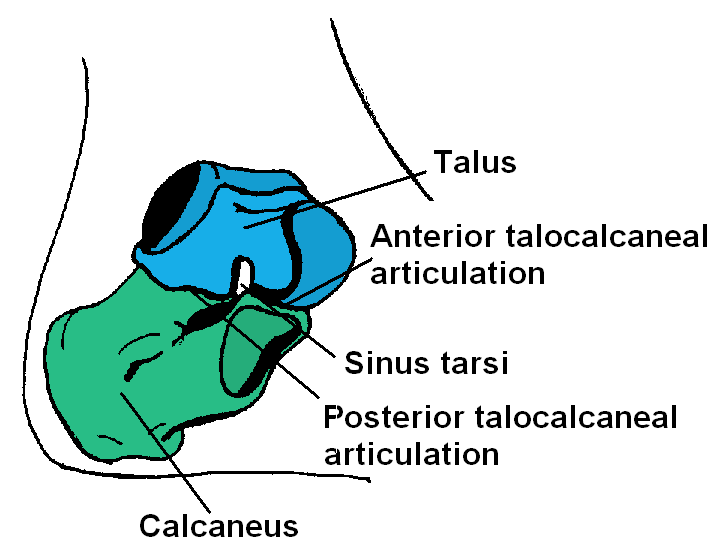
Hueso calcáneo, representado con color verde.

Calcáneo en rojo.

Es un hueso que al ser cúbico posee 6 caras, cuyos detalles son:
- Cara interna: La superficie medial o interna es cóncava y muestra una característica prominente en su borde superior (el sustentáculo del astrágalo) que se proyecta en sentido medial y soporta la parte más posterior de la cabeza del astrágalo. La cara inferior de este sustentáculo del astrágalo tiene un surco marcado que discurre de posterior a anterior, a lo largo del cual discurre el tendón del músculo flexor largo del dedo gordo hacia la planta del pie.
- Cara externa: Más ancha por posterior que por anterior, es aplanada y presenta dos correderas para los músculos peroneos laterales, posee la tróclea peroneal.
- Cara anterior: Es convexa transversalmente y cóncava de arriba abajo, se articula con el cuboides y forma la apófisis mayor del calcáneo.
- Cara posterior: Es convexa y tuberculosa y da la inserción para el tendón de Aquiles
- Cara superior: Presenta hacia posterior una superficie convexa transversalmente y por anterior una excavación con dos caritas articulares, una posterior convexa y otra anterior cóncava y oblonga (más larga que ancha) que se encuentra en una porción de hueso llamada apófisis menor del calcáneo, separadas por una ranura para la inserción de ligamentos y se articulan con el astrágalo (articulación subastragalina).
- Cara inferior: El lado inferior es estrecho y rugoso, tiene por posterior dos tuberosidades de desigual volumen, que forman el calcañar o parte posterior de la planta del pie y una tuberosidad anterior que juntas forman el trígono del calcáneo.